# 操縦手 (スペースシャトル)
操縦手（そうじゅうしゅ、パイロット、英語：Pilot(PLT)）は、スペースシャトルの操縦を担当する宇宙飛行士のことであり、パイロット宇宙飛行士の資格を得て飛行する。

## 概要
船長の補佐を担っているが、実際にシャトルを操縦するのはミッション中のごく一部であり、国際宇宙ステーション（ISS）のミッションでは、ISSから分離して、ISSの周囲を回るときに操縦を担当するのが一般的である。
再突入・着陸時は、船長が必ず操縦する。
免許証・免状は存在せず、厚さ15センチにもなる各種書類を確認して署名、アメリカ航空宇宙局（NASA）の承認を受ける事で資格となると言う
。
なお、船長と操縦手はアメリカ国籍を持っていないとなることができない。